# Delovyje ljudi
Delovyje ljudi (russisk: Деловые люди) er en sovjetisk spillefilm fra 1962 af Leonid Gajdaj.

## Medvirkende
- Vladlen Paulus som Dodson
- Aleksandr Shvorin som Bob Tidball
- Viktor Gromov som Mr. Williams
- Vladimir Pitsek
- Viktor Uralskij